# Solomon's Key
Solomon's Key (ソロモンの鍵 Soromon no Kagi?) es un puzzle game desarrollado por Tecmo es 1986 para un lanzamiento arcade en hardware personalizado basado en el chipset Z80. Fue exportado a múltiples sistemas, entre los que podemos destacar Nintendo Entertainment System y Commodore 64; pero también a PC Engine, donde sería conocido como Zipang, y a Game Boy, donde se titularía Solomon's Club. En 1992, se desarrollaría una secuela para NES intitulada Solomon's Key 2.

## Cómo se juega

Juego de arcade

El jugador, que controla a un hechicero conocido solo como Dana, debe superar la aparición ilimitada de enemigos, diseños de niveles desafiantes, un temporizador de cuenta atrás, muerte instantánea por cualquier contacto físico con los enemigos y formas limitadas de despachar enemigos.
Dana es enviado a recuperar la llave de Salomón para devolver la paz a su mundo, que ha sido invadido por unos demonios que fueron liberados accidentalmente. El objetivo del juego es avanzar a través de las cincuenta salas de Constellation Space adquiriendo la llave de la puerta que conduce a la siguiente sala antes de que se acabe el tiempo. El juego incorpora elementos del género shooter de plataformas: Dana puede correr, saltar, crear o destruir bloques naranjas adyacentes a él, así como crear bolas de fuego para destruir demonios. Los bloques naranjas también se pueden destruir golpeándolos dos veces con la cabeza del personaje. En el camino, Dana puede adquirir elementos para mejorar su potencia de fuego y vidas adicionales, así como elementos que otorgan puntos de bonificación y desbloquean habitaciones ocultas. Con ciertos elementos, Dana debe hacer y luego romper bloques –a veces, de una manera concreta– para que aparezcan.
En la versión de NES, también aparece una puntuación GDV (en español "valor de desviación del juego") en la pantalla de finalización del juego. La puntuación utiliza una combinación ponderada de varios factores –niveles completados, elementos encontrados, tiempo y puntos– que le da al jugador una idea de cómo lo ha hecho. Cuanto mayor sea el GDV, mejor habrá sido su participación.
Solomon's Key tiene muchos elementos ocultos y niveles secretos que son difíciles de encontrar, lo que mejora la recompensa por jugar. El final cambia ligeramente según los niveles secretos –si los hay– que el jugador encuentre y complete.

### Niveles
Hay sesenta y cuatro niveles en total, de los cuales quince son secretos y uno es el final; los cuarenta y ocho principales se dividen en grupos de cuatro, con un grupo para cada una de las doce constelaciones del Zodíaco (en orden, Aries, Tauro . Géminis, Cáncer, Leo, Virgo, Libra, Escorpio, Sagitario, Capricornio, Acuario y Piscis ); el último nivel es la Habitación de Salomón. Cada constelación tiene una sala de bonificación secreta a la que solo se puede acceder encontrando un sello para la constelación en la última sala del grupo. Los otros tres niveles son Page of Time, Page of Space y Princess Room, que ocurren solo si el jugador ha adquirido los sellos ocultos de Salomón.

## Desarrollo
Solomon's Key fue diseñado por Michitaka Tsuruta, que se inspiró en Lode Runner y agregó la capacidad de destruir y crear mosaicos. El diseño inicial del juego aspiraba a ser un título de acción hasta que el jefe de Tsuruta en Tecmo, Kazutoshi Ueda, sugirió que incorporara elementos de rompecabezas. Tsuruta se inspiró en la mitología griega, así como en la película Jason and the Argonauts para la estética visual del juego. El título del juego en sí provino del gerente de ventas, Harano, después de que uno de los desarrolladores explicara que el símbolo en forma de estrella a lo largo de los niveles era el sello de Salomón y que había un libro titulado precisamente la Llave de Salomón . «Me gusta», dijo Harano, momento en el que obtuvo su título.

## Otros sistemas
En 1988, se lanzó una versión de Solomon's Key para Master System en Japón.
En 1990, Pack-In-Video convirtió el juego para PC Engine bajo el título de Zipang .
En abril de 1991, se lanzó una versión de Game Boy con el título de Solomon's Club . Fue desarrollado por Graphic Research.

## Recepción
En Japón, Game Machine incluyó a Solomon's Key en su edición del 1 de septiembre de 1986 como la decimoctava unidad de videojuegos más exitosos del mes,  pues vendió 300 000 unidades.

## Legado
El 19 de noviembre de 2006, la versión del juego para NES fue lanzada para la consola virtual de Wii en Estados Unidos,,mientras que el 15 de diciembre de 2006, lo hizo en las regiones PAL; más tarde, también lo hizo para las consolas virtuales de Nintendo 3DS y Wii U. Desde entonces, se ha lanzado como parte de los juegos de Nintendo Switch Online: Nintendo Entertainment System. En 2013 se lanzó una versión de 'ingeniería inversa' de Atari ST para Commodore Amiga.
En 1992, se lanzó una precuela para NES llamada Solomon's Key 2 (llamada Fire 'n Ice en Norteamérica).
Monster Rancher Explorer ( Solomon en Japón), también lanzado por Tecmo, presenta la misma jugabilidad, pero con personajes de Monster Rancher .

## Curiosidades
- Solomon's Key fue adaptado en el capítulo 17 del manga Famicom Fūnji.